# Staw promieniowo-nadgarstkowy
Staw promieniowo-nadgarstkowy, staw bliższy ręki (łac. articulatio radiocarpea) – w anatomii człowieka staw kończyny górnej stanowiący połączenie przedramienia z nadgarstkiem. Panewkę stawu tworzy powierzchnia nadgarstkowa kości promieniowej, a także krążek stawowy (oddzielający od nadgarstka dystalną część kości łokciowej). Z kolei główkę stanowią trzy z czterech kości szeregu bliższego nadgarstka: łódeczkowata, księżycowata i trójgraniasta.
Ruch w stawie (typu elipsoidalnego) odbywa się w dwóch płaszczyznach: strzałkowej – zginanie grzbietowe i zginanie dłoniowe nadgarstka (w kierunku grzbietu lub wnętrza dłoni), w płaszczyźnie czołowej – odwodzenie i przywodzenie (w stronę kości promieniowej lub łokciowej).